# Richard Loncraine
Richard Loncraine est un réalisateur britannique, né le 20 octobre 1946 à Cheltenham dans le comté de Gloucestershire (Angleterre). En 1996, il remporte l'Ours d'argent de la meilleure réalisation au 46e Festival du Film de Berlin pour Richard III.

## Filmographie
- 1974 : Radio Wonderful (court-métrage documentaire)
- 1975 : Flame
- 1977 : Le Cercle infernal (Full Circle)
- 1979 : Secret Orchards (TV)
- 1980 : Salade russe et crème anglaise (Blade on the Feather) (TV)
- 1982 : Drôle de missionnaire (The Missionary)
- 1982 : Pierre qui brûle (Brimstone & Treacle)
- 1987 : Bellman and True
- 1993 : Wide-Eyed and Legless (TV)
- 1995 : Richard III
- 2001 : Frères d'armes (saison 1, épisode 2)
- 2002 : The Gathering Storm (TV)
- 2003 : Ma maison en Ombrie (My House in Umbria) (TV)
- 2004 : La Plus Belle Victoire (Wimbledon)
- 2006 : Le Coupe-feu (Firewall)
- 2009 : My One and Only
- 2010 : The Special Relationship (TV)
- 2014 : 5 Flights Up